# جسر إركاب

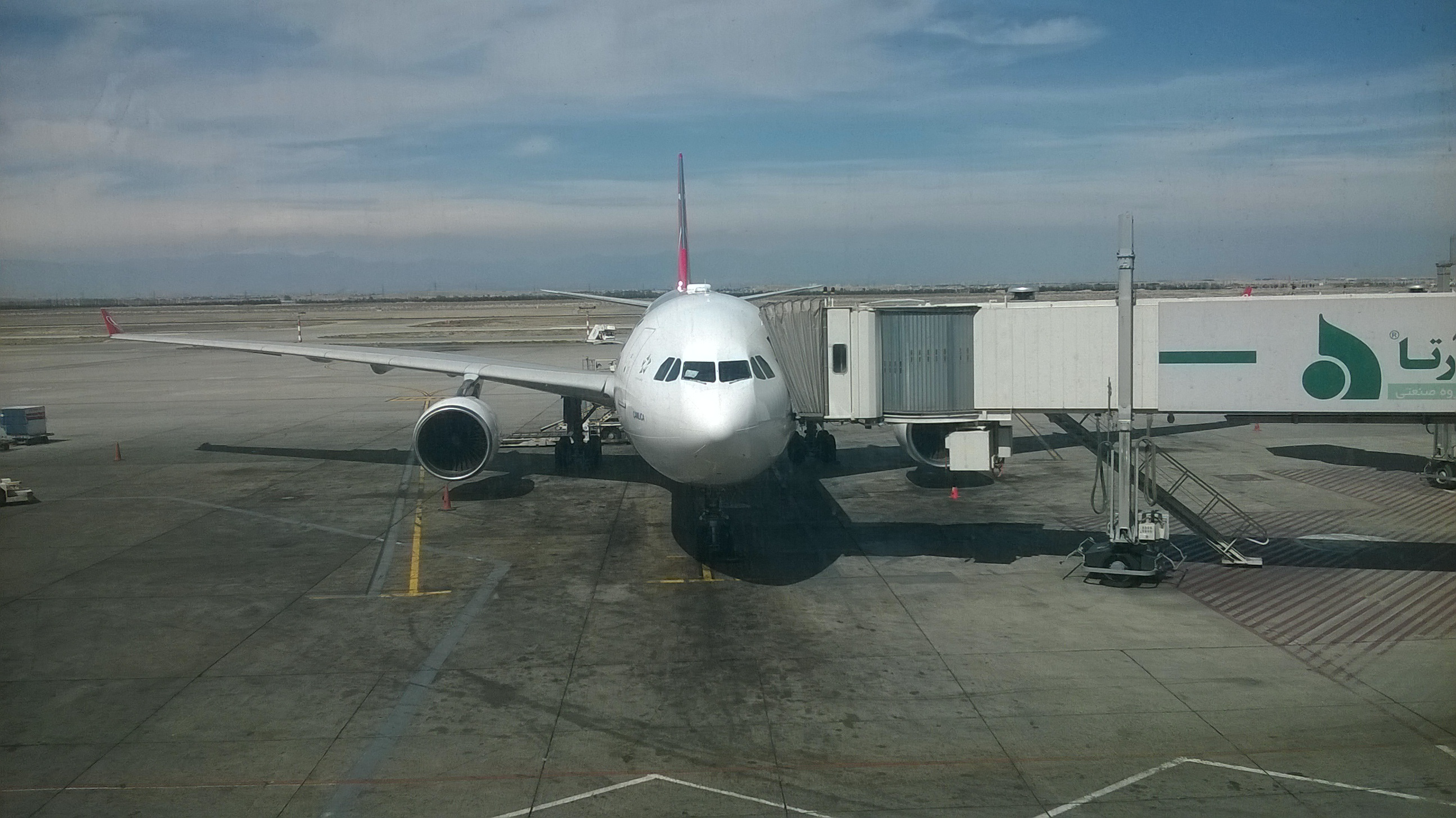
طائرة متصلة بجسر إركاب لإنزال المسافرين

جسر إركاب أو جسر الطائرة وله اسم آخر يسمى «خرطوم الطائرة» هو جسر يربط بين مبنى المطار وباب الطائرة، مما يسمح للركاب بالصعود والنزول من الطائرة بدون التعرض للعوامل المناخية الخارجية (كالحرارة أو البرودة) مما يسهل عملية سفر وراحة الركاب. يمكن ربط الطائرة بجسر واحد أو أكثر من جسر وذالك حسب طرازها. حيث يتم استعمال أكثر من جسر بالنسبة للطائرات الكبيرة لتنظيم عملية مرور ركاب الدرجة الأولى، ركاب درجة الأعمال، ركاب الدرجة الاقتصادية.

## تاريخ
في سنة 1959 تم استعمال جسر إركاب لأول مرة وذالك بمطار سان فرانسيسكو الدولي.

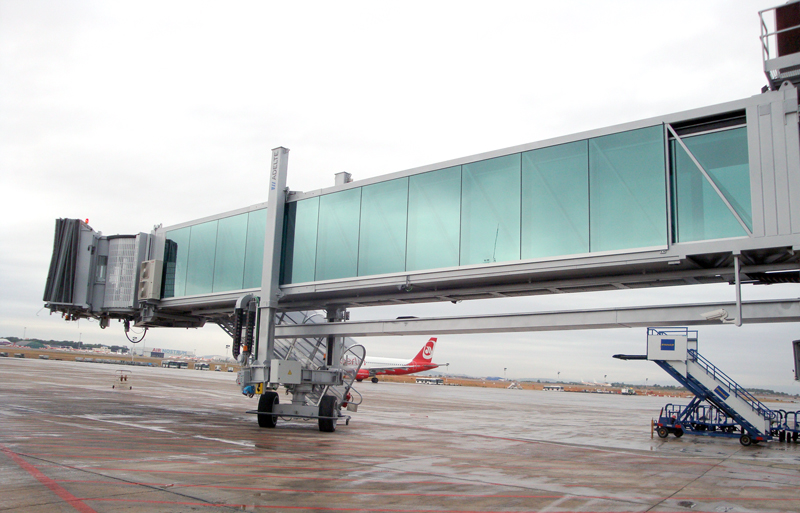
صور لجسر إركاب (من الخارج)